# Matt Hopper
Pour les articles homonymes, voir Hopper.

a Compétitions nationales et continentales officielles uniquement.

b Matchs officiels uniquement.
Dernière mise à jour le 10 mars 2025.
Matthew Aaron Hopper dit Matt Hopper, né le 29 janvier 1985 à Exeter, est un joueur anglais de rugby à XV évoluant au poste de trois-quarts centre ou d'arrière.

## Biographie
Natif d'Exeter, Matt Hopper découvre le rugby à l'âge de 10 ans lorsque ses parents l'inscrivent dans l'équipe junior de mini rugby de la ville. Son père, Keith, a été lui-même joueur et capitaine des Exeter Chiefs dans les années 1960. Lors de sa scolarité à la Exeter school, Matt Hopper est sélectionné dans les équipes du comté et de la région et il participe plusieurs fois aux sélections annuelles des écoles anglaises sans pour autant être retenu. Ses performances sont remarquées puisqu'il reçoit des propositions pour intégrer les académies de Bath Rugby et des Harlequins, mais il les décline. En 2004, il commence ses études à l'université de Cardiff où il continue à jouer au rugby dans l'équipe universitaire. Il obtient son diplôme en criminalité et éducation en 2007, puis, part travailler, accompagné de sa compagne, à Manly en Australie. Là-bas, il joue avec le club du Manly RUFC où il côtoie Wycliff Palu, George et Tyrone Smith. Il revient en Angleterre en septembre 2008 pour jouer avec Plymouth Albion RFC. Il y reste deux années avant de signer avec les Cornish Pirates en mai 2010. Il rejoint le club londonien des Harlequins à l'été 2011 après une seule saison disputée avec les Cornish Pirates.